# Сара Бейкон
Сара Бейкон (англ. Sarah Bacon, 20 вересня 1996) — американська стрибунка у воду, срібна призерка Олімпійських ігор 2024 року.